# شن هارپر
شن هارپر (انگلیسی: Shane Harper؛ زادهٔ ۱۴ فوریهٔ ۱۹۹۳) یک موسیقی‌دان اهل ایالات متحده آمریکا است. وی از سال ۲۰۰۶ میلادی تاکنون مشغول فعالیت بوده‌است.
او در فیلم تلنگر بازی کرده است.